# أوفير (يوتا)
أوفير (بالإنجليزية: Ophir, Utah)‏ هي بلدة تقع بولاية يوتا في الولايات المتحدة. تبلغ مساحتها 0.4 (كم²)، وترتفع عن سطح البحر 1980 م، بلغ عدد سكانها 40 نسمة في عام 2012 حسب إحصاء مكتب تعداد الولايات المتحدة وتصل الكثافة السكانية فيها 55.2 نسمة/كم2.

## وصلات خارجية
- The US50 - Cities and Towns in Utah State
- Utah Cities and Towns, Facts, Map, Flag, Colleges, Government, and More